# Fort George (New York)
Fort George war der Name von fünf Forts im Staat New York, die heute alle nicht mehr stehen. Eines davon ist jedoch namensgebend für ein Viertel in Upper Manhattan, New York City.
Das erste Fort George wurde 1626 in Neu Amsterdam (auch: Nieuw Amsterdam) errichtet und hieß zunächst Fort Amsterdam. Es befand sich in unmittelbarer Nähe des heutigen Battery Parks. Die British Army nutzten es als Fort James von 1664 bis 1687. 1673/74 wurde es erneut kurz von Niederländern als Fort Willem Hendrick genutzt. Die Briten benannten die Festungsanlage 1687 in Fort George um. Das Fort wurde 1776 im Rahmen des Amerikanischen Unabhängigkeitskriegs zerstört und 1790 endgültig abgerissen. An dessen Stelle steht heute in Lower Manhattan das Alexander Hamilton U.S. Custom House, in dem das Konkursgericht für den Südteil New Yorks sowie einer der drei Standorte des National Museum of the American Indian untergebracht sind.
Ein zweites Fort George wurde von den Briten 1755 in Oswego errichtet, das jedoch vom französischen Kommandeur Louis-Joseph de Montcalm 1756 zerstört wurde.
Ein drittes Fort George wurde 1755 in Lake George errichtet. Es wurde 1777 zerstört und schließlich 1780 aufgegeben.
Das vierte Fort George oder Fort George Hill wurde 1776 in New York City in der Nähe der heutigen Kreuzung von Aubudon Avenue und der 192nd Street in Upper Manhattan auf Laurel Hill (heute: Fort George Hill) erbaut. Kurzzeitig hieß es Fort Clinton und schließlich Fort George. Von 1895 bis 1914 war hier der Fort George Amusement Park. Heute befindet sich hier die George Washington High School und das umliegende Viertel trägt den Namen Fort George.
Ein fünftes Fort George wurde 1777 von den Briten auf Staten Island erbaut.